# Laporte (Pennsylvania)
Laporte is een plaats (borough) in de Amerikaanse staat Pennsylvania, en valt bestuurlijk gezien onder Sullivan County.

## Demografie
Bij de volkstelling in 2000 werd het aantal inwoners vastgesteld op 290. In 2006 is het aantal inwoners door het United States Census Bureau geschat op 271, een daling van 19 (-6,6%).

## Geografie
Volgens het United States Census Bureau beslaat de plaats een oppervlakte van 3,3 km², waarvan 2,9 km² land en 0,4 km² water. Laporte ligt op ongeveer 574 m boven zeeniveau.

## Plaatsen in de nabije omgeving
De onderstaande figuur toont nabijgelegen plaatsen in een straal van 20 km rond Laporte.